# Traveling Wilburys
The Traveling Wilburys foi um supergrupo formado por George Harrison, Jeff Lynne, Roy Orbison, Bob Dylan e Tom Petty.

## História

### 1988–1990
A primeira reunião informal teve lugar no estúdio de gravação de Bob Dylan em Santa Mônica, Califórnia, onde se juntaram Roy Orbison, Tom Petty e George Harrison para gravar a canção "Handle with Care", que faria parte do lado B do single "This Is Love", extraído do álbum Cloud Nine de George Harrison.
Devido aos bons momentos que passaram juntos em estúdio de gravação, decidiram gravar um álbum em um período de dez dias, devido principalmente à iminente turnê de Bob Dylan, no que cada membro contribuiu com várias canções. Lançado em outubro de 1988, sob vários pseudônimos o álbum Traveling Wilburys Vol. 1 alcançou o posto número 79 da lista dos 100 melhores discos dos anos 1980 publicada pela revista musical Rolling Stone. Posteriormente, seria indicado como Álbum do Ano no prêmio Grammy.
Apesar da morte de Roy Orbison em 6 de dezembro de 1988, o grupo gravou um último álbum sob pseudônimos distintos, ainda que conservando o nome Wilbury. A modo de homenagem, no videoclipe da canção "End Of The Line" figura uma guitarra e um retrato de Roy Orbison. Durante certo tempo, a imprensa especulou sobre uma possível entrada no grupo de Del Shannon, mas seu suicídio em 1990 acabou com este projeto. O segundo álbum, chamado Traveling Wilburys Vol. 3, seria o último trabalho do grupo, precedido do single "Nobody's Child". Pular irreverentemente a sequência cronológica ao nomear o album de "Vol.3" ao invés de "Vol.2" foi uma sugestão tipicamente beatle de George, bem ao estilo da sua ilustre banda anterior.
O falecimento de Roy Orbison, vocalista do grupo, e a onipresença compositora de Bob Dylan no segundo álbum (mais da metade das canções foram compostas por ele), contribuíram para um final amistoso do grupo.

### 2007: O ressurgimento
Aos finais da década de 1990 e começo do novo milênio, os dois álbuns dos Traveling Wilburys estavam fora de catálogo. Harrison, como dono dos direitos sobre os álbuns, trabalhou neles antes de sua morte para um futuro lançamento, embora não tenha chegado a vê-lo devido a sua morte em 2001. Em junho de 2007, depois do anúncio de Tom Petty na XM Satellite Radio, os dois álbuns foram publicados em formato CD junto a um DVD adicional.

## O nome
O nome "Wilbury" foi um termo familiar utilizado por George Harrison e Jeff Lynne durante a gravação do álbum Cloud Nine. Em inglês "We’ll bury them in the mix" pode ser traduzido como "nós os esconderemos na mixagem". No início, George Harrison sugeriu o nome The Trembling Wilburys, mas posteriormente acabaram mudando para The Traveling Wilburys.

## Integrantes
No álbum Traveling Wilburys Vol. 1:
- Nelson Wilbury - George Harrison
- Lefty Wilbury - Roy Orbison
- Otis Wilbury - Jeff Lynne
- Charlie T. Wilbury Jr. - Tom Petty
- Lucky Wilbury - Bob Dylan

No álbum Traveling Wilburys Vol. 3:
- Spike Wilbury - George Harrison
- Clayton Wilbury - Jeff Lynne
- Muddy Wilbury - Tom Petty
- Boo Wilbury - Bob Dylan

## Discografia
- Traveling Wilburys Vol. 1 - 1988
- Traveling Wilburys Vol. 3 - 1990
- The Traveling Wilburys Collection - 2007 (2 CDs + 1 DVD)
- *Traveling Wilburys Vol. 1 - 2007

1. Handle with Care [DVD] - 3:19;
2. Dirty World - 3:29;
3. Rattled - 2:59;
4. Last Night - 3:51;
5. Not Alone Any More - 3:24;
6. Congratulations - 3:29;
7. Heading for the Light - 3:36;
8. Margarita - 3:16;
9. Tweeter and the Monkey Man - 5:27;
10. End of the Line [DVD] - 3:29;
11. Maxine [Bonus Track - Faixa inédita - vocal George] - 2:49;
12. Like a Ship [Bonus Track - Faixa inédita - vocal Dylan] - 3:30.

- *Traveling Wilburys DVD - 2007

1. The True History of the Traveling Wilburys (Documentário);
2. Handle with Care (Videoclipe);
3. End of the Line(Videoclipe);
4. She's My Baby (Videoclipe);
5. Inside Out (Videoclipe);
6. Wilbury Twist (Videoclipe).

- *Traveling Wilburys Vol. 3 - 2007

1. She's My Baby [DVD] - 3:15;
2. Inside Out [DVD] - 3:35;
3. If You Belonged to Me - 3:13;
4. The Devil's Been Busy - 3:18;
5. 7 Deadly Sins - 3:17;
6. Poor House - 3:16;
7. Where Were You Last Night? - 3:03;
8. Cool Dry Place - 3:37;
9. New Blue Moon - 3:20;
10. You Took My Breath Away - 3:18;
11. Wilbury Twist [DVD] - 2:58;
12. Nobody's Child [música que havia saído somente num CD beneficente em 1990] - 3:28;
13. Runaway [música que havia saído somente no CD-single She's My Baby. É uma homenagem a Del Shannon, que por pouco não foi um Wilbury…] - 2:30.